# Twisted Metal (1995)
Twisted Metal ist ein actionorientiertes Rennspiel und der erste Titel der Reihe Twisted Metal. Es wurde vom amerikanischen Studio SingleTrac entwickelt und von Sony veröffentlicht.

## Spielprinzip
Twisted Metal vereint Elemente von Rennspielen mit denen von Third-Person-Shootern. Der Spieler übernimmt die Kontrolle über ein Fahrzeug, welches mit Maschinengewehren bewaffnet ist. Auf einem abgesperrten Areal tritt er gegen bis zu acht ebenfalls bewaffnete Fahrzeuge an und versucht, diese zu zerstören.
Die an einem Kampf teilnehmenden Fahrzeuge werden auf der Strecke auf zufällige Startpositionen verteilt. Nach dem Startsignal können sie sich frei auf der Strecke bewegen und das Feuer auf ihre Gegner eröffnen. Auf den Strecken sind Power-ups versteckt, die von allen Rennteilnehmern aufgesammelt werden können. Diese umfassen Waffen und Reparaturkits. Aufsammelbare Waffen umfassen z. B. Napalm, Raketen oder Minen. Reparaturkits dienen zur Beseitigung von Schäden.

## Rezeption
Twisted Metal erhielt gemischte Kritiken. GameRankings errechnete eine aggregierte Wertung von 66,88 %.